# Gaule celtique

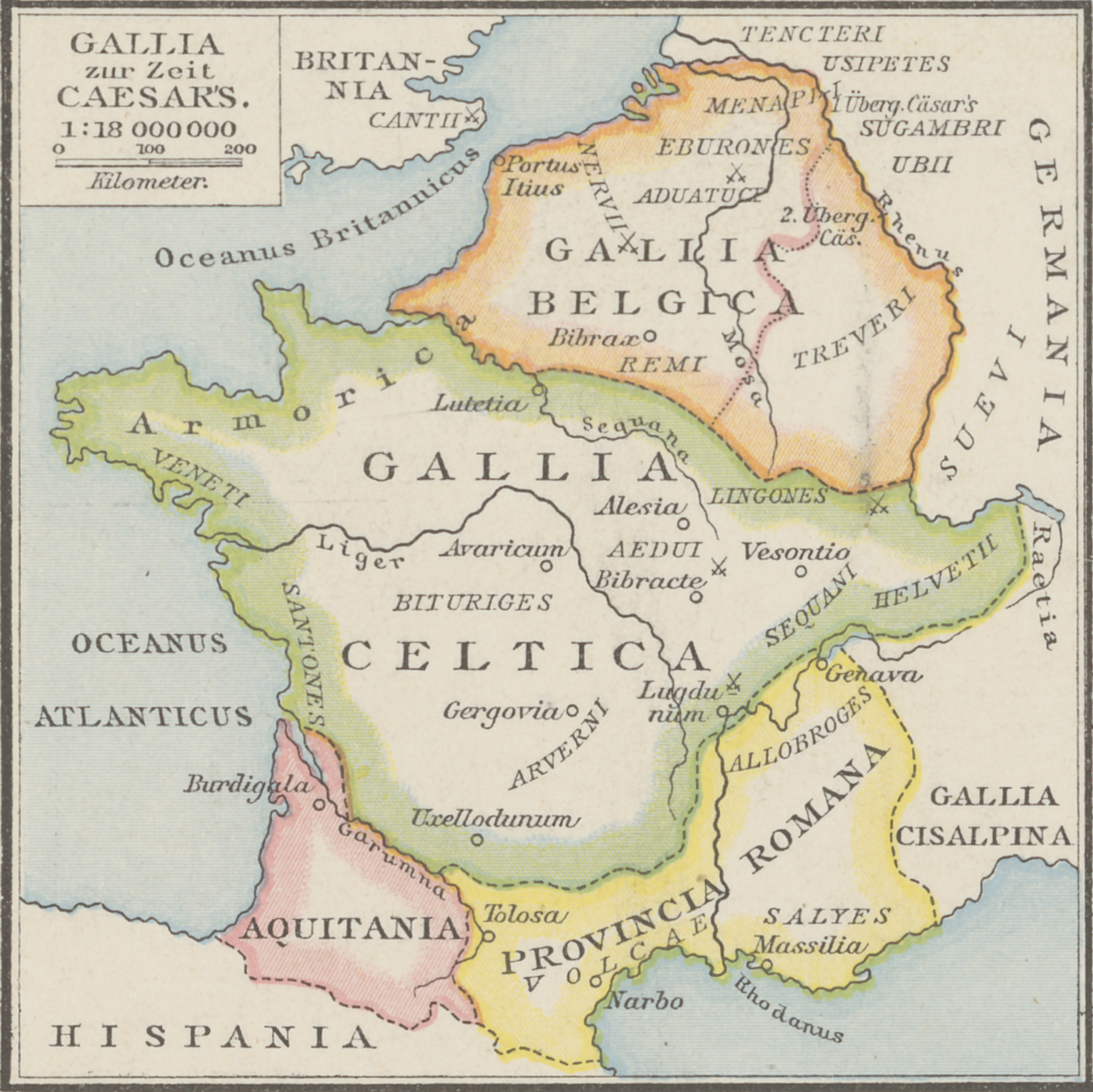
Carte de la Gaule selon Gustav Droysen d'après le témoignage de Jules César. La Gaule celtique est en vert.

La Gaule celtique, appelée Celtica en Latin, est une des trois principales régions de la Gaule, selon le récit de Jules César dans son ouvrage intitulé Commentaires sur la guerre des Gaules (58–51/50 av. J.-C.).
La Gaule celtique était habitée par les Celtes, également appelés  Gaulois par les Romains en leur langue. Le territoire correspond aujourd'hui à une grande partie de la France (de la Seine à la Garonne), la Suisse, le Luxembourg et l'Allemagne sur la rive ouest du Rhin. Selon le témoignage de Jules César, les Aquitains et les Belges formaient des peuples distincts des Gaulois, les Aquitains étant considérés comme proto-basques tandis que l'ethnicité des Belges demeure plus floue, ces derniers rassemblant vraisemblablement des peuplades à la fois celtiques, germaniques et relevant d'un troisième groupe dit « bloc du Nord-Ouest ».
Celtica constituait une des principales régions de l'Europe occidentale, à l'image de Germania et de Britannia.

## Étymologie et nom
Selon les ethnographes romains et Jules César dans son récit Commentaires sur la guerre des Gaules, la Gaule était composée de trois principales régions : la Gaule belgique (Belgica), la Gaule celtique (Celtica) et la Gaule aquitaine (Aquitania). Les habitants de la Gaule celtique se désignaient eux-mêmes comme Celtes dans leur propre langue, et furent ensuite appelés Gaulois par les Romains et Jules César :
« Gallia est omnis divisa in partes tres, quarum unam incolunt Belgae, aliam Aquitani, tertiam qui ipsorum lingua Celtae, nostra Galli appellantur. »
— Commentaires sur la guerre des Gaules, Livre I-1, Jules César

« L’ensemble de la Gaule est divisé en trois parties : l’une est habitée par les Belges, l’autre par les Aquitains, la troisième par le peuple qui, dans sa langue se nomme Celtes, et dans la nôtre Gaulois. »
— Jules César
Une définition similaire est donnée par Pline l'Ancien :
« Gallia omnis Comata uno nomine appellata in tria populorum genera dividitur, amnibus maxime distincta. a Scalde ad Sequanam Belgica, ab eo ad Garunnam Celtica eademque Lugdunensis, inde ad Pyrenaei montis excursum Aquitanica, Aremorica antea dicta. Universam oram. »
— Histoire naturelle (4.17 / 4.31), Pline l'Ancien

« L'ensemble de la Gaule connue sous le nom général de Comata, est divisée en trois peuples, qui se distinguent les uns des autres par les rivières suivantes. Belgica de l'Escaut à la Seine, Celtica ou Lugdunensis de la Seine à la Garonne, et Aquitanica anciennement appelée Aremorica de la Garonne aux montagnes des Pyrénées. »
— Pline l'Ancien
Diodore raconte que Gaul serait le même personnage qu’un certain Galates, un fils de Heracles par son mariage avec une princesse de Celtia. Cette princesse était d’une beauté extraordinaire. Galates baptisa son peuple d'après son propre nom, et ceux-ci baptisèrent le royaume ainsi.
La Gaule celtique fut redécoupée et renommée en Gaule lyonnaise (Gallia Lugdunensis en latin) en tant que province de l'Empire Romain, après la conquête de Jules César.

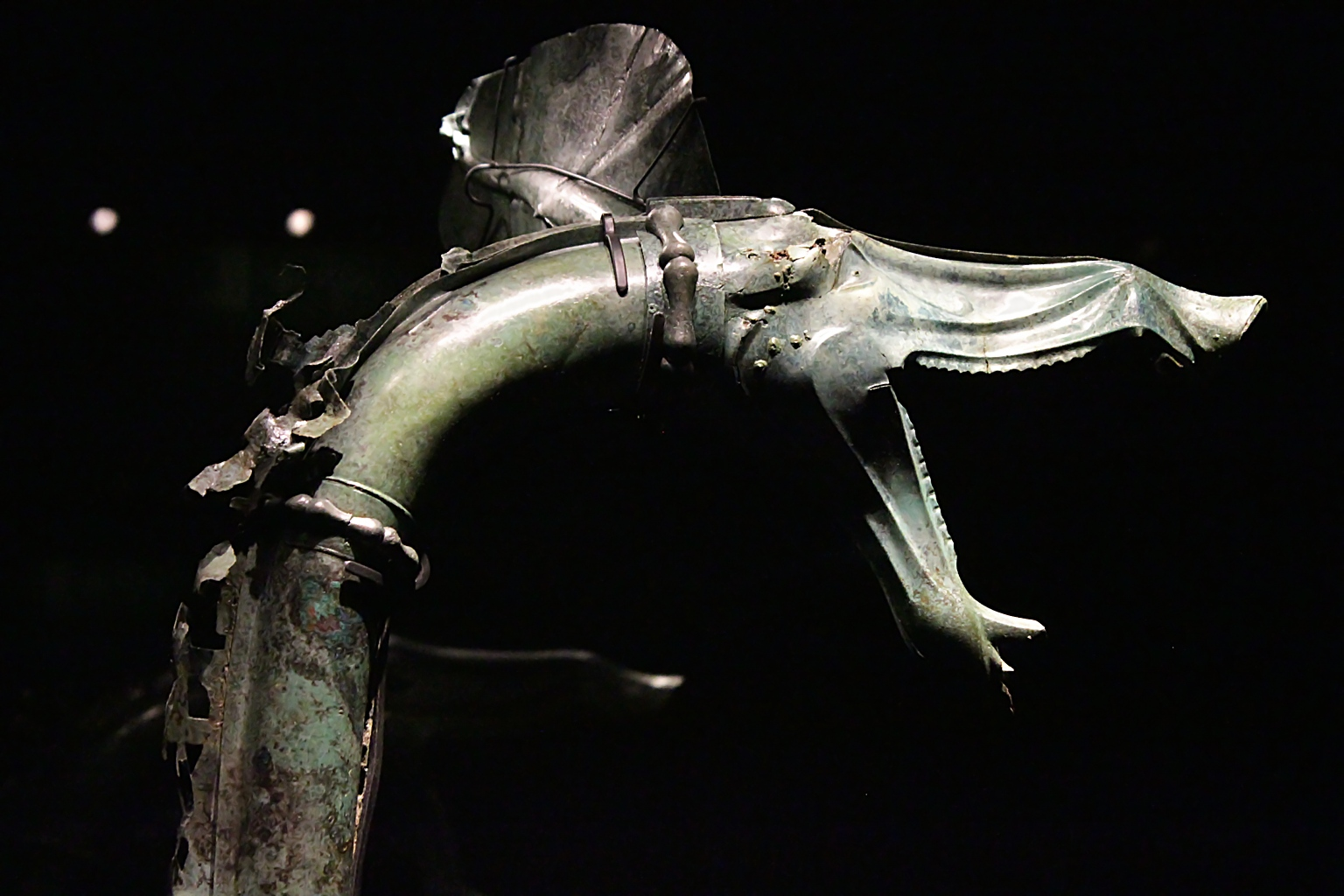
Le carnyx de Tintignac, un instrument de musique en forme de sanglier caractéristique de la civilisation celte de La Tène.

- Noyau originel de Hallstatt, au VIe siècle av. J.-C.

Carte de peuplement par les Celtes :
Noyau originel de Hallstatt, au
Expansion celtique maximale, en 275 av. J.-C.
Domaine lusitanien de l'Ibérie où la présence celtique est incertaine
Zones où les langues celtiques restent largement parlées aujourd'hui

## Historiographie
L'idée d'une Gaule unie regroupant les régions Celtica, Belgica et Aquitanica fut inventée au XIXe siècle par le nationalisme républicain français naissant, en contradiction avec les témoignages des écrivains antiques qui distinguaient en réalité différentes régions. Le terme de "Gaulois" (inventé par les Romains) fut alors utilisé à la place de "Celtes" (nom réellement utilisé par les autochtones eux-mêmes dans leur propre langue) car il permettait de créer l'illusion d'une nation française millénaire distincte des autres cultures européennes . En réalité, les Celtes peuplaient non seulement le territoire de la France actuelle, mais également l'Europe centrale et les îles Britanniques, et partageaient des cultures similaires . Des fouilles archéologiques ont permis par exemple de découvrir des torques et des carnyx – trait caractéristique de la civilisation celtique – aussi bien en France, qu'en Allemagne ou encore en Grande-Bretagne.
Des théories nationalistes identiques ont été développées au Royaume-Uni et en Allemagne, par la personnification de la nation dans les allégories antiques "Britannia" et "Germania" basées sur les noms géographiques latins (voir les articles correspondants : Britannia (allégorie) et Germania (allégorie)). La Suisse utilisera quant à elle la figure allégorique d'Helvetia en référence au peuple celte des Helvètes. Bien que le terme "Celtica" fût utilisé par les Romains pour désigner une grande partie du territoire de la France actuelle, les gouvernements français n'ont jamais utilisé la figure allégorique féminine correspondante, et ont préféré glorifier le personnage de Vercingétorix ou le Coq gaulois pour incarner la nation.